# Thalakkulathur
Thalakkulathur es una ciudad censal situada en el distrito de Kozhikode en el estado de Kerala (India). Su población es de 29388 habitantes (2011). Se encuentra a 13 km de Kozhikode.

## Demografía
Según el censo de 2011 la población de Thalakkulathur era de 29388 habitantes, de los cuales 13753 eran hombres y 15635 eran mujeres. Nanmanda tiene una tasa media de alfabetización del 95,69%, superior a la media estatal del 94%: la alfabetización masculina es del 97,91%, y la alfabetización femenina del 93,78%.